# 戸敷正
戸敷 正（とじき ただし、1952年8月31日 - ）は、日本の政治家。前宮崎市長（3期）、元佐土原町長（2期）。政治活動においては「とじき正」表記を用いる。

## 来歴
宮崎県宮崎市生目（出生当時は宮崎郡生目村）生まれ。宮崎市立生目小学校、宮崎市立生目中学校、宮崎県立高鍋農業高等学校、宮崎県立農業大学校指導学部卒業。1974年、佐土原町役場に入庁。
1998年、佐土原町長選に出馬し、初当選した。2002年、佐土原町長再選。2006年、佐土原町の宮崎市への編入に伴い宮崎市長選挙に無所属で出馬したが、現職の津村重光に敗れ、落選した。
2010年、再び宮崎市長選に無所属で出馬し、前市議の斉藤了介（民主党・公明党推薦）と前県議の由利英治を破り初当選した。
2014年、再選。
2018年、元県議の清山知憲との保守分裂選挙になったものの、3選。
2022年、再び清山知憲との保守分裂選挙となり、落選。

## 政策・人物
- サマーフェスティバルin一ツ瀬（佐土原町・新富町による合同花火大会）の創始者である[要出典]。
- 2019年6月10日、LGBTなど性的少数者のカップルが婚姻に相当する関係にあると認める「パートナーシップ宣誓制度」を導入した[5]。